# 帯広市立東小学校
帯広市立東小学校（おびひろしりつ ひがししょうがっこう）は、北海道帯広市に所在する公立小学校。

## 児童数
- 児童数 - 194人
  - 1年生 - 30人
  - 2年生 - 36人
  - 3年生 - 34人
  - 4年生 - 32人
  - 5年生 - 24人
  - 6年生 - 38人
  - 特別支援学級（内数）- 20人

2020年（令和2年）5月1日現在

## 沿革
- 1955年（昭和30年）4月10日 - 開校[4]。
- 1965年（昭和40年）10月2日 - 開校10周年[4]。
- 1975年（昭和50年）
  - 10月5日 - 開校20周年記念式挙行[4]。
  - 10月22日 - 開校20周年記念第1回教育研究会開催[4]。
- 1985年（昭和60年）10月13日 - 開校30周年記念式典挙行[4]。同日、第2回教育研究会開催。
- 1995年（平成7年）10月1日 - 開校40周年記念式典挙行[4]。
- 2006年（平成18年）9月16日 - 開校50周年記念式典挙行[4]。
- 2015年（平成27年）10月18日 - 開校60周年記念式典[4]。
- 2017年（平成29年）12月25日 - 柏葉高校ふれあいコンサート開催。
- 2018年（平成30年）9月6日 - 3時08分頃、北海道胆振東部地震発生。
- 2019年（令和元年）
  - 7月25日 - トイレ洋式化工事開始[4]。　　
  - 10月10日 - パソコン室のパソコン入替[4]。

## 進学先中学校
- 帯広市立翔陽中学校

2016年（平成28年）5月1日現在